# Mai Nishida
Mai Nishida (西田 麻衣 Nishida Mai, nascută 23 martie 1989, în Yawata, Kyoto, Japonia) este un gravure idol, tarento, și actriță reprezentată de Space Craft.

## Biografie
în 2006, Nishida a primit premiul Grand Prix Space Craft Group's "Mizugi Gravure Audition" printre 3,152 de oameni. Debutul ei ca un gravure idol a fost în Weekly Young Sunday și a fost ales ca 2006 Miss pe al doilea semestru în YS Maiden Acasemy din 2006.
Nishida a servit ca un model de imagine pentru marca de moda KIKS TYO.